# Francis Duriau
Pour les articles homonymes, voir Duriau.
 (octobre 2013).
Si vous disposez d'ouvrages ou d'articles de référence ou si vous connaissez des sites web de qualité traitant du thème abordé ici, merci de compléter l'article en donnant les références utiles à sa vérifiabilité et en les liant à la section « Notes et références ».
Francis Duriau, né le 27 avril 1934 et mort le 29 mars 2016, est un homme politique belge.

## Biographie
Docteur en médecine, il entre en politique à Schaerbeek, lors des élections communales de 1976, où il obtient d'emblée un score le propulsant au rang d'échevin malgré une place en bas de liste. Président du CPAS de 1982 à 1992, il acquiert la réputation de quelqu'un d'humain et de solide gestionnaire. Ces qualités le conduisent au mayorat en 1992, où il succède à Léon Weustenraad. Il est le premier à rompre résolument avec le nolsisme et à investir dans les quartiers du bas de Schaerbeek.